# 柏木正賢
柏木 正賢（かしわぎ　まさかた）は、昭和時期、神奈川県出身の日本画家。1911年東京美術学校（現在の東京芸術大学美術学部）日本画科を卒業。

## 人物
昭和時期、神奈川県出身の日本画家である。1911年（昭和44年）東京美術学校（現在の東京芸術大学美術学部）日本画科を卒業した。在学中、中国からの同級生李叔同（弘一）が設立した芸術団体「春柳社」に入社し、交情の清らかな友になった。李叔同が帰国して後、書簡でお互いに画作の研究を行う。1911年卒業作品の『淀の憩ひ』を創作した。現東京藝術大学大学美術館に収蔵されている。
特有な日本画風とし活躍する日本画家である。

## 作品
- 『淀の憩ひ』（1911年　東京藝術大学大学美術館収蔵）